# Søren Christensen (skuespiller)
 Der er flere personer med dette navn, se Søren Christensen.
Søren Christensen (født 3. april 1961) er en dansk skuespiller.
Christensen er som skuespiller autodidakt.

## Filmografi
- De nøgne træer (1991)
- Den attende (1996)
- Kat (2001)
- Charlie Butterfly (2002)

### Tv-serier
- TAXA (1997-1999)